# Повіт Хосу
Пові́т Хо́су (яп. 鳳珠郡, ほうすぐん, МФА: [hoːsu guɴ]) — повіт в префектурі Ісікава, Японія.